# Château de la Haute-Forêt
Le château de la Haute-Forêt est un château situé dans la commune de Bréal-sous-Montfort, dans le département français d'Ille-et-Vilaine, région Bretagne.

## Localisation
Le domaine se trouve au lieudit du même nom au nord de la commune de Bréal-sous-Montfort et au sud-ouest du bourg de la commune de Mordelles, au sud de la rivière Meu. On y accède par la route départementale D 224.

## Historique
Construit de 1858 à 1866 par l’architecte Jacques Mellet, avec ses dépendances et son parc, il fait l’objet d’une inscription au titre des monuments historiques le 5 juillet 2007.
Le domaine abrite des salles de réunions et des chambres d'hôtes.

### Articles connexes

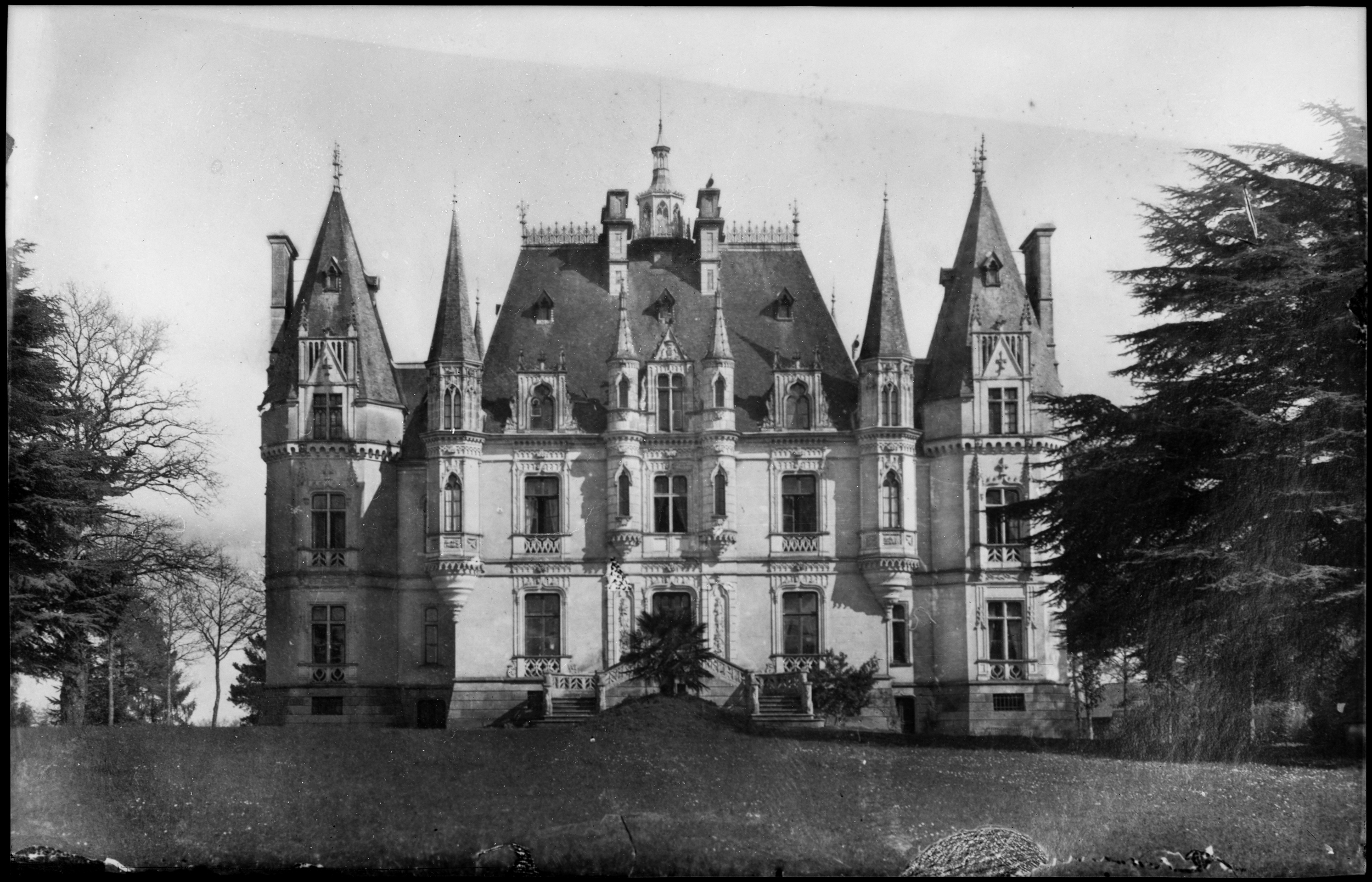
Château de la Haute-Forêt, Bréal-sous-Montfort, éditions Alexandre Lamiré, Musée de Bretagne
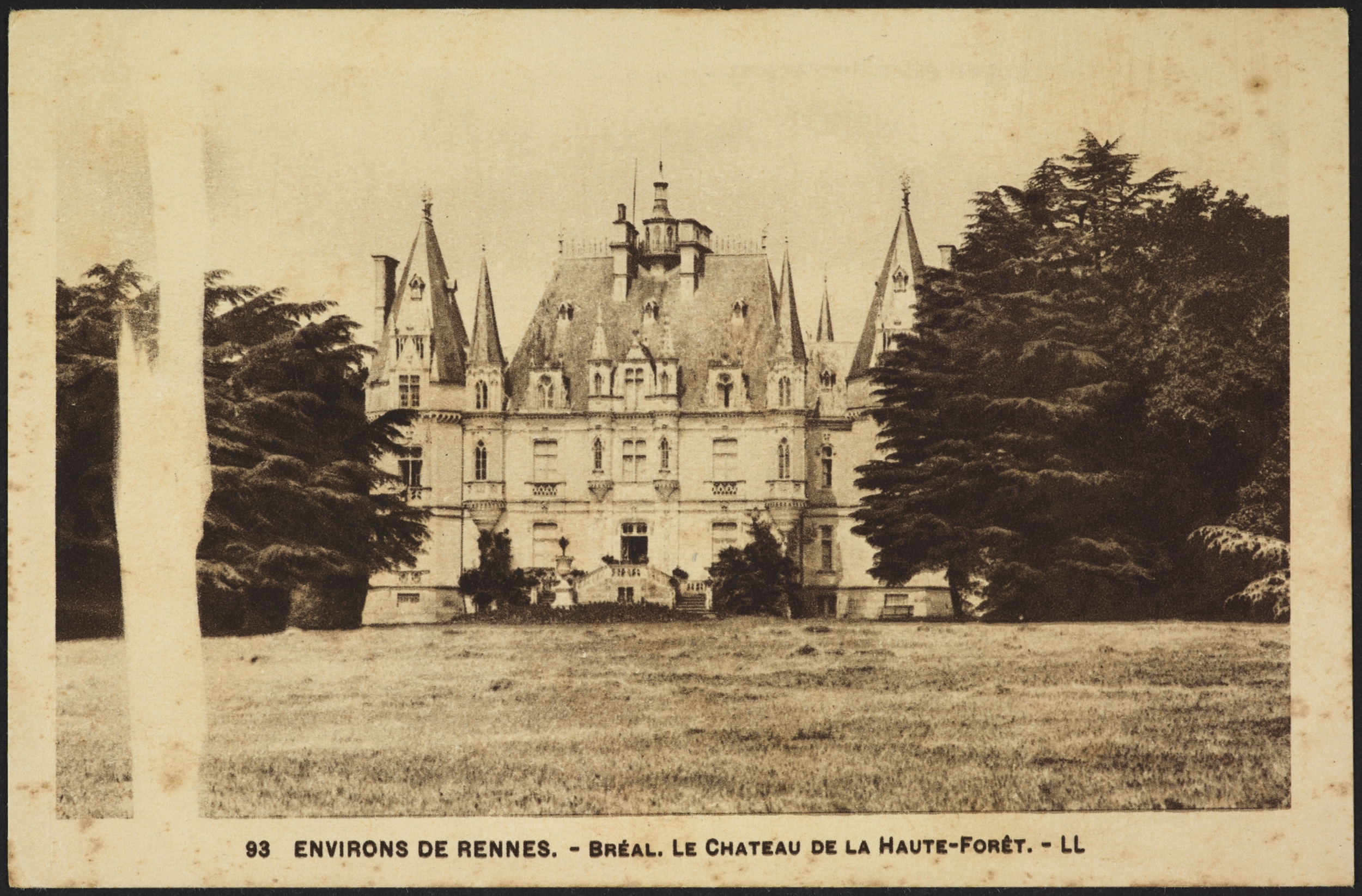
Château de la Haute-Forêt, Bréal-sous-Montfort, édition Alexandre Lamiré, Musée de Bretagne